# Schizonycha tumida
Schizonycha tumida är en skalbaggsart som beskrevs av François Louis Nompar de Caumont de Laporte 1840. Schizonycha tumida ingår i släktet Schizonycha och familjen Melolonthidae. Inga underarter finns listade i Catalogue of Life.